# Zehentstadel Heroldingen

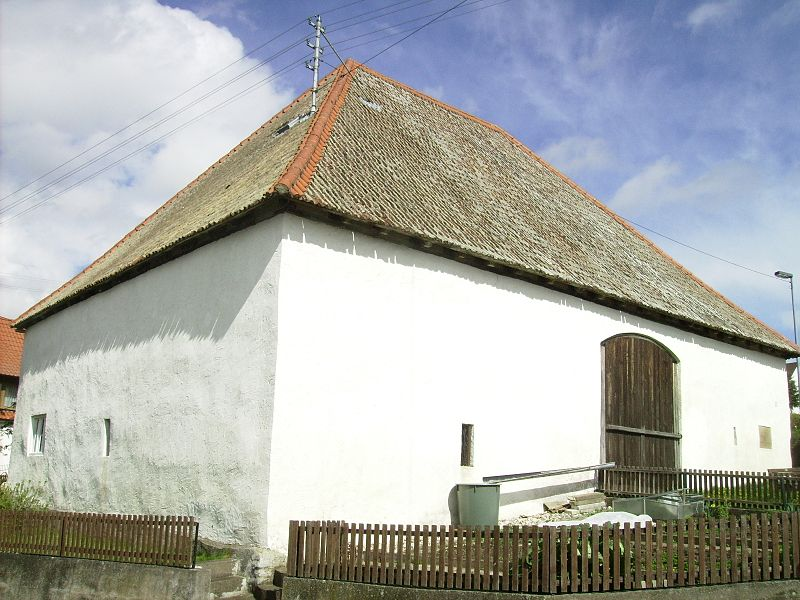
Der Zehentstadel mitten in Heroldingen

Der Zehentstadel Heroldingen ist eine ehemalige Scheune in Heroldingen, einem Stadtteil von Harburg im  Regierungsbezirk Schwaben, die zur Annahme und Aufbewahrung der Naturalsteuer Zehnt diente.

## Beschreibung
Im Ortskern von Heroldingen (Stadt Harburg, Schwaben) fällt der imposante Zehentstadel (oder Zehntstadel) mit seinem mächtigen Vollwalmdach auf. Die Nonnendachziegel entsprechen denen der Stadtmauer von Nördlingen. Den guten baulichen Zustand verdankt der trutzige Bau vor allem dem Verein Rieser Bauernmuseum, der ihn 1978 grundlegend renovierte. Der Zehntstadel war das erste erfolgreich abgeschlossene Projekt des fünf Jahre vorher gegründeten Vereins mit Sitz in Maihingen, ein historisch bedeutsames Baudenkmal herzurichten und es als Bauernmuseun mit landwirtschaftlichen Arbeitsgeräten und Maschinen der Vorfahren zu bestücken. 

## Geschichte
1688 und 1722 erfolgten große Reparaturen am Vorgängerbau, der mindestens seit Beginn
des Dreißigjährigen Kriegs existierte. Ende Mai 1739 riss man den heruntergekommenen, wahrscheinlich 120 Jahre alten Bau ab. Am 31. August 1739 war der jetzige Zehentstadel errichtet. Nach der Ablösung des Zehntwesens (1848) verkaufte Fürst Karl von Oettingen-Wallerstein am 23. April 1861 die Scheune an Privatleute. Nach weiteren Verkäufen und Vererbungen war ab dem 7. Mai 1975 der Verein Rieser Bauernmuseum Eigentümer des heruntergekommenen Heroldinger Zehentstadels. Am 31. Juli 1978 waren die aufwändigen Restaurierungsarbeiten im Zusammenwirken mit dem Bayerischen Landesamt für Denkmalpflege abgeschlossen, und am 24. September 1978 wurde ein großes Einweihungsfest mit dem damaligen bayerischen Staatsminister Anton Jaumann als Schirmherrn gefeiert. Am 1. Oktober 1989 fand die Feier zum 250-jährigen Bestehen des Zehentstadels statt, das 275-jährige Jubiläum wurde am Tag des offenen Denkmals am 14. September 2014 begangen. 

## Nutzung als Museum
Im  Gebäude befinden sich unter anderem ein Bindemäher aus dem Jahr 1937, eine kaum eingesetzte Holzegge und eine Stiftendreschmaschine aus dem Besitz ehemaliger Heroldinger Bauern. Der Lanz-Bulldog aus dem Jahr 1921, den die ehemalige Gemeinde Heroldingen zum Steinbrechen in der nahen Kiesgrube verwendet hatte, dürfte die Hauptattraktion sein. Bei den genannten Festen setzte ihn ein ein Jahr jüngerer ehemaliger Heroldinger Landwirt in Betrieb. 
Der Rieser Bauernmuseums- und Mühlenverein e. V., wie der Verein nach dem Zusammenschluss mit dem Rieser Mühlenverein heißt, ist bemüht, das Gebäude mit teils hohem finanziellen Aufwand zu erhalten. Mindestens einmal jährlich und außer der Reihe nach Absprache soll der Zehentstadel für Interessierte geöffnet werden.